# Cristaux liquides sur silicium

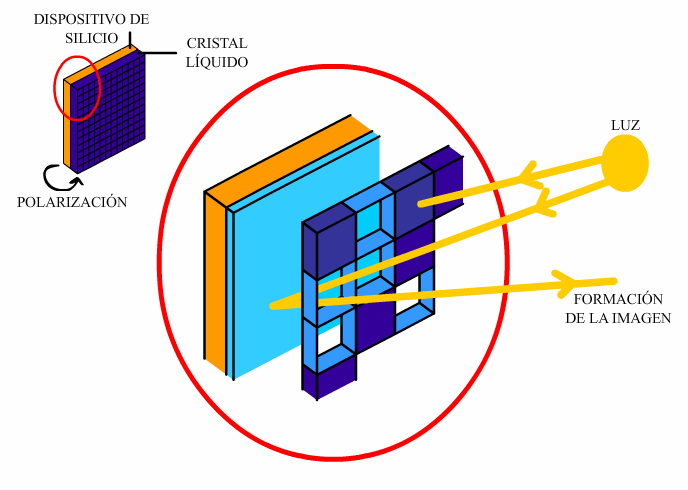
Représentation de cristaux liquides sur silicium.

Les cristaux liquides sur silicium (en anglais, Liquid crystal on silicon ou LCoS) sont une technique de vidéoprojection fonctionnant par réflexion à l’instar du Digital Light Processing.
Cette technique s’oppose à la technique des écrans à cristaux liquides (LCD) qui fonctionne par transmission.